# Аньян (Китай)
Аньян (кит.: 安阳, Ānyáng) — міський округ в провінції Хенань КНР, трохи на північ від середньої частини басейну Хуанхе. У районі міста виявлено значну кількість предметів, які відносять до періоду династії Шан (1562—1027 до н. е.). Вважається, що тут розташовувалася столиця цього царства — Їнь. Територія древнього міста (Їньсюй, «рештки Їнь») включена в список всесвітньої спадщини ЮНЕСКО. У місті діє Музей китайських ієрогліфів.

## Адміністративний поділ
Міський округ поділяється на 4 райони, 1 місто та 4 повіти:
| Карта                                                                             | Карта    | Карта    | Карта            |
| --------------------------------------------------------------------------------- | -------- | -------- | ---------------- |
| Ліньчжоу Їньду ① ② ③ Аньян Тан'їнь Нейхуан Хуасянь ① Лун'ань ② Бейгуань ③ Веньфен |          |          |                  |
| Статус                                                                            | Назва    | Оригінал | Населення (2020) |
| Район                                                                             | Бейгуань | 北关区   | 327 762          |
| Район                                                                             | Веньфен  | 文峰区   | 579 101          |
| Район                                                                             | Їньду    | 殷都区   | 219 780          |
| Район                                                                             | Лун'ань  | 龙安区   | 272 224          |
| Місто                                                                             | Ліньчжоу | 林州市   | 950 939          |
| Повіт                                                                             | Аньян    | 安阳县   | 821 530          |
| Повіт                                                                             | Нейхуан  | 内黄县   | 682 070          |
| Повіт                                                                             | Тан'їнь  | 汤阴县   | 455 136          |
| Повіт                                                                             | Хуасянь  | 滑县     | 1 169 072        |

## Клімат
Місто знаходиться у зоні, котра характеризується вологим субтропічним кліматом. Найтепліший місяць — липень із середньою температурою 26.7 °C (80 °F). Найхолодніший місяць — січень, із середньою температурою -1.1 °С (30 °F).
| Клімат Аньяна           | Клімат Аньяна | Клімат Аньяна | Клімат Аньяна | Клімат Аньяна | Клімат Аньяна | Клімат Аньяна | Клімат Аньяна | Клімат Аньяна | Клімат Аньяна | Клімат Аньяна | Клімат Аньяна | Клімат Аньяна | Клімат Аньяна |
| Показник                | Січ.          | Лют.          | Бер.          | Квіт.         | Трав.         | Черв.         | Лип.          | Серп.         | Вер.          | Жовт.         | Лист.         | Груд.         | Рік           |
| Середній максимум, °C   | 4             | 7             | 13            | 21            | 27            | 32            | 31            | 30            | 26            | 21            | 12            | 6             | 19            |
| Середня температура, °C | −1            | 1             | 7             | 15            | 21            | 26            | 27            | 25            | 20            | 14            | 7             | 0             | 13            |
| Середній мінімум, °C    | −6            | −3            | 1             | 8             | 14            | 19            | 22            | 21            | 15            | 9             | 1             | −3            | 8             |
| Норма опадів, мм        | 5             | 8             | 14            | 25            | 40            | 58            | 174           | 136           | 53            | 30            | 17            | 8             | 566           |
| ----------------------- | ------------- | ------------- | ------------- | ------------- | ------------- | ------------- | ------------- | ------------- | ------------- | ------------- | ------------- | ------------- | ------------- |
| Джерело: Weatherbase    |               |               |               |               |               |               |               |               |               |               |               |               |               |

## Археологічні знахідки

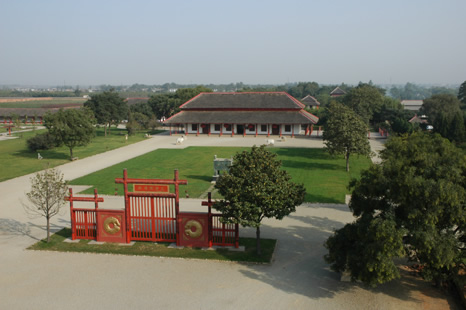
Археологічна зона Їньсюй

Наприкінці 1920-х років тут були відкриті городище та могильники епохи розвиненої бронзи. Археологи знайшли величезний архів написів на гадальних кістках, розшифровка яких дозволила вирішити багато дослідницьких завдань, зокрема ототожнити городище поблизу Аньяна (село Сяотунь) з добре відомим за стародавніми письмовим пам'ятників державою Шан-Інь. Цей осередок цивілізації проіснував близько двох-трьох століть (XIII-XI століття до н. е..), що не узгоджується з матеріалом «Ши цзі» Сима Цяня, де стверджується, що розвиток держава Шан почалося раніше. Після чжоуського завоювання наприкінці XI ст. до н. е.. їнська столиця була зруйнована.
На відміну від Ерлітоу-ерліганського комплексу, сформованого на основі культури Луншань, тут присутні писемність та царські гробниці. Лист аньянського архіву постає у вигляді гадальних написів з багатьма сотнями ідеограм-ієрогліфів та добре продуманим календарем з циклічними знаками (см. цзягувень).
У царських гробницях поруч з царственим небіжчиком були знайдені сотні супроводжуючих його на той світ сподвижників, дружин та слуг, а також чудові вироби з бронзи, каменю, кістки та дерева (зброя, прикраси, посуд з високохудожнім орнаментом та горельєфними зображеннями) і, найголовніше, бойові колісниці з тонкими та міцними колесами з безліччю спиць, а також запряжені в них бойові коні. Остання знахідка особливо унікальна, оскільки колісниці та одомашнені коні цього періоду були знайдені лише на Близькому Сході (мітаннійці та хетти). Бронзова зброя була прикрашена в «звіриному стилі».